# کوه سمات
کوه سمات (به لاتین: Mount Samat) یک کوه در فیلیپین است که در پیلار، باتان واقع شده‌است. کوه سمات ۵۴۴٫۷ متر بالاتر از سطح دریا واقع شده‌است.